# Tamuning
Tamuning o Tamuneng è un villaggio del territorio non incorporato statunitense dell'isola di Guam. 
Al censimento del 2000 aveva una popolazione di 18.012 abitanti.